# Ла Салета-Тамара (Ферара)
Ла Салета-Тамара (итал. La Saletta-Tamara) је насеље у Италији у округу Ферара, региону Емилија-Ромања.
Према процени из 2011. у насељу је живело 1469 становника. Насеље се налази на надморској висини од 2 м.